# Nógrádkövesd, Nógrád
Nógrádkövesd  este un sat în districtul Balassagyarmat, județul Nógrád, Ungaria, având o populație de 726 de locuitori (2011). 

## Demografie
Componența etnică a satului Nógrádkövesd
     Maghiari (96,86%)
     Necunoscut (2,15%)
     Romi (0,99%)
     Alții (2,15%)
Componența confesională a satului Nógrádkövesd
     Romano-catolici (56,75%)
     Luterani (6,75%)
     Fără religie (4,13%)
     Reformați (1,93%)
     Necunoscută (29,89%)
     Greco-catolici (0,55%)
     Alte religii (1,1%)
Conform recensământului din 2011, satul Nógrádkövesd avea 726 de locuitori. Din punct de vedere etnic, majoritatea locuitorilor (96,86%) erau maghiari. Apartenența etnică nu este cunoscută în cazul a 2,15% din locuitori.  Din punct de vedere confesional, majoritatea locuitorilor (56,75%) erau romano-catolici, existând și minorități de luterani (6,75%), persoane fără religie (4,13%) și reformați (1,93%). Pentru 29,89% din locuitori nu este cunoscută apartenența confesională.